# Eduard Azarian
Eduard Azarian (orm. Էդուարդ Ազարյան, ur. 4 listopada 1958) – ormiański gimnastyk. W barwach ZSRR złoty medalista olimpijski z Moskwy.
Zawody w 1980 były jego jedynymi igrzyskami olimpijskimi. W 1980, pod nieobecność sportowców z części krajów tzw. Zachodu, zdobył złoto w wieloboju drużynowym. W tej samej konkurencji zdobył srebro mistrzostw świata w 1978.
Jego ojciec Albert również był gimnastykiem i medalistą olimpijskim.